# Liste der Naturdenkmale in Fischingen (Baden)
| Naturdenkmale | Anzahl |
| ------------- | ------ |
| FND           | 1      |
| END           | 0      |
| Gesamt        | 1      |

Die Liste der Naturdenkmale in Fischingen nennt die verordneten Naturdenkmale (ND) der im baden-württembergischen Landkreis Lörrach liegenden Gemeinde Fischingen. In Fischingen gibt es insgesamt ein als Naturdenkmal geschütztes Objekt, es handelt sich um ein flächenhaftes Naturdenkmal (FND), es gibt kein Einzelgebilde-Naturdenkmal (END).
Stand: 31. Oktober 2016.

## Flächenhafte Naturdenkmale (FND)
| Name                     | Bild | Kennung     | Einzelheiten                             | Position | Fläche Hektar | Datum        |
| ------------------------ | ---- | ----------- | ---------------------------------------- | -------- | ------------- | ------------ |
| "Läufelberg"             | BW   | 83360750001 | Efringen-Kirchen, Fischingen, Schallbach | ⊙        | 1,5           | 1. Aug. 1982 |
| Legende für Naturdenkmal |      |             |                                          |          |               |              |